# 浄法寺五郎

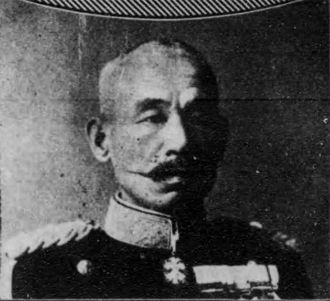
浄法寺五郎

浄法寺 五郎（じょうほうじ ごろう、1865年5月22日（慶応元年4月28日） - 1938年（昭和13年）1月20日）は、日本の陸軍軍人。最終階級は陸軍中将。

## 経歴
下野国（現栃木県）出身。1887年（明治20年）7月、陸軍士官学校（旧9期）を卒業し歩兵少尉に任官。1892年（明治25年）12月、陸軍大学校に入学するが、日清戦争開戦のため1894年（明治27年）7月に中退。戦後、1896年（明治29年）2月、陸大に復校し、1897年（明治30年）12月、陸大（11期）を優等で卒業した。参謀本部に配属。ドイツ駐在を経験した。
1904年（明治37年）2月、オーストリア公使館付武官となる。1905年（明治38年）12月、参謀本部付に転じ、陸大教官に異動。1907年（明治40年）11月、歩兵大佐に昇進し第17師団参謀長に着任。
1910年（明治43年）7月、第1師団参謀長に移る。1912年（明治45年）4月、陸軍少将に進級し歩兵第29旅団長となる。青島の戦いに参戦。1914年（大正3年）11月、青島守備軍参謀長。1915年（大正4年）7月、歩兵第10旅団長に移り、1916年（大正5年）3月、近衛歩兵第2旅団長に就任。
1917年（大正6年）8月、陸軍中将に進み陸大校長に着任。1919年（大正8年）4月、第20師団長に親補された。1922年（大正11年）2月に待命、同年5月、予備役に編入された。

## 栄典
位階
- 1890年（明治23年）10月15日 - 正八位[6]
- 1892年（明治25年）1月27日 - 従七位[7]
- 1902年（明治35年）3月31日 - 従六位[8]
- 1907年（明治40年）12月27日 - 従五位[9]
- 1912年（明治45年）6月21日 - 正五位[10]
- 1919年（大正8年）8月11日 - 正四位[11]

勲章等
- 1901年（明治34年）12月28日 - 勲五等瑞宝章[12]
- 1902年（明治35年）5月10日 - 明治三十三年従軍記章[13]
- 1906年（明治39年）4月1日 - 勲三等旭日中綬章・明治三十七八年従軍記章[14]
- 1915年（大正4年）11月7日 - 功三級金鵄勲章・旭日重光章・大正三四年従軍記章[15]
- 1919年（大正8年）12月15日 - 戦捷記章[16]